# Аркуш (Анадія)
А́ркуш (порт. Arcos; МФА: [ˈaɾ.kuʃ]) — колишня парафія в Португалії, в муніципалітеті Анадія. Перебувала у складі округу Авейру.  Входила до регіону Центр. За старим адміністративним поділом, що був чинним до 1976 року, територія парафії належала провінції Берегова Бейра.  Ліквідована 28 січня 2013 року. Увійшла до складу парафії Аркуш і Могофореш. Площа парафії — 12,02 км², населення — 5511 ос. (2011), густота населення — 458,49 осіб/км²
. Патрон — святий Пелагій. Поштовий індекс — 3780. Код  — 010303.

## Географія

Анадія (2013)
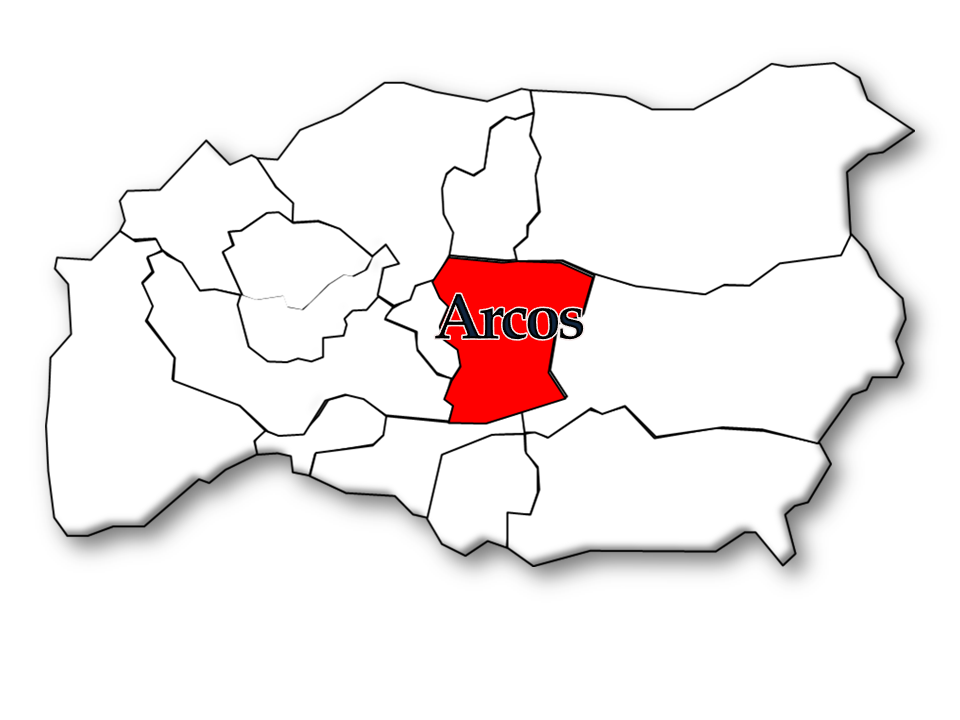
Аркуш

## Населення
| Кількість мешканців | Кількість мешканців | Кількість мешканців | Кількість мешканців | Кількість мешканців | Кількість мешканців | Кількість мешканців | Кількість мешканців | Кількість мешканців | Кількість мешканців | Кількість мешканців | Кількість мешканців | Кількість мешканців | Кількість мешканців | Кількість мешканців |
| ------------------- | ------------------- | ------------------- | ------------------- | ------------------- | ------------------- | ------------------- | ------------------- | ------------------- | ------------------- | ------------------- | ------------------- | ------------------- | ------------------- | ------------------- |
| 1864                | 1878                | 1890                | 1900                | 1911                | 1920                | 1930                | 1940                | 1950                | 1960                | 1970                | 1981                | 1991                | 2001                | 2011                |
| 1.615               | 1.790               | 2.061               | 2.063               | 2.012               | 2.372               | 2.905               | 3.199               | 3.232               | 3.826               | 3.835               | 4.720               | 3.344               | 5.532               | 5.511               |